# Aeroportul Internațional St. Clair County
Aeroportul Internațional St. Clair County (IATA: PLR, ICAO: KPLR, FAA LID: PLR) este un aeroport din Alabama, Statele Unite ale Americii ce deservește zona Pell City.
Situat la o altitudine de 148 m, aeroportul dispune de 1 pistă.

## Infrastructură

### Piste
Aeroportul dispune de o singură pistă. Pista 3/21 are suprafața de asfalt și dimensiunile 5.001 picioare × 80 picioare. 